# Tomondo
Tomondo è una circoscrizione mista (mixed ward) della Tanzania situata nel distretto di Magharibi, regione di Zanzibar Urbana-Ovest. Conta una popolazione di 23 254 abitanti (censimento 2012).